# Église protestante en Allemagne centrale
L’Église protestante en Allemagne centrale (en allemand : Evangelische Kirche in Mitteldeutschland, EKM) est une église protestante allemande, membre de l’Église protestante en Allemagne (EKD). Comme toutes les églises du pays, elle a le statut d’établissement public. Le siège de l’Église (Landeskirchenamt) se trouve à Erfurt. L’EKM a été créée le 1er janvier 2009 par le regroupement de l’Église protestante luthérienne en Thuringe et de l’Église protestante de la province ecclésiastique de Saxe. Ces deux églises formaient déjà depuis le 1er juillet 2004 la Fédération des églises protestantes en Allemagne centrale (Föderation Evangelischer Kirchen in Mitteldeutschland).

L’EKM est aussi membre de l’Église protestante luthérienne unie d'Allemagne (VELKD) et de l’Union des Églises protestantes (ICE). Elle compte environ 677 000 membres et 4 031 églises et chapelles. Ainsi, l’EKM est ainsi l’église qui compte le plus de bâtiments de toutes les églises régionales en Allemagne. Environ 20% de la population se déclare protestante dans le territoire desservi par l’EKM.  

## Territoire de l'EKM
Le territoire de l’EKM correspond sensiblement aux territoires du Land de Thuringe de 1920 (resté inchangé jusqu’en 1952) et de l'ex-province prussienne de Saxe. Il est aujourd’hui situé principalement dans les états de Saxe-Anhalt et Thuringe. Il comprend également de petites parties des états de Brandebourg et de Saxe. En revanche, certaines régions de Saxe-Anhalt appartiennent à l’Église protestante d'Anhalt ou à l’Église régionale protestante luthérienne de Brunswick (Calvörde, Blankenburg), et certaines parties de Thuringe appartiennent à Église protestante de Hesse électorale-Waldeck.

## Histoire
L’Église protestante d’'Allemagne centrale a été fondée le 1er janvier 2009 après que les synodes de l’Église protestante de la province ecclésiastique de Saxe et l’Église protestante luthérienne en Thuringe eurent décidé l’union de leurs deux Églises en 2007 et adopté une constitution commune le 5 juillet 2008.
La bénédiction des couples de même sexe a été validée en 2012 par le Synode de l’EKM, tout en conservant une clause de conscience exerçable par le conseil presbytéral ou le pasteur.

## Gouvernance de l’Église
Un évêque est à la tête de l’Église protestante d’Allemagne centrale. Toutefois cet évêque est élu par le synode, dans le cadre d’une organisation presbytérienne-synodale. Le premier évêque de l’EKM, Ilse Junkermann, a été élu 21 mars 2009 du troisième tour de scrutin et intronisé le 29 août 2009 dans la cathédrale de Magdebourg.